# Station Wonokromo
Wonokromo is een spoorwegstation in Surabaya in de Indonesische provincie Oost-Java.

## Bestemmingen
- Mutiara Timur: naar Station Surabaya Gubeng en Station Banyuwangi Baru
- Arek Surokerto: naar Station Surabaya Gubeng en Station Mojokerto
- Delta Ekspres: naar Station Surabaya Gubeng en Station Sidoarjo
- Kereta api Surabaya-Kertosono
- Gaya Baru Malam Selatan: naar Station Surabaya Gubeng en Station Jakarta Kota
- Logawa: naar Station Jember, Station Purwokerto, en Station Cilacap
- Pasundan: naar Station Surabaya Gubeng en Station Kiaracondong
- Sri Tanjung: naar Station Banyuwangi Baru en Station Lempuyangan
- Penataran: naar Station Surabaya Gubeng en Station Blitar (via Station Malang)
- Rapih Dhoho: naar Station Surabaya Gubeng en Station Blitar (via Station Kertosono)
- Tumapel: naar Station Surabaya Gubeng en Station Malang